# Edward Bond

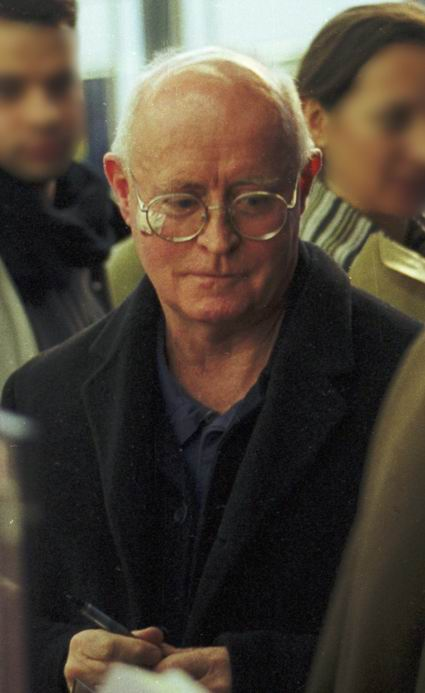
Edward Bond, 2001

Edward Bond (* 18. Juli 1934 in London; † 3. März 2024) war ein britischer Dramatiker. Er zählt zu den bedeutendsten Vertretern des modernen politischen Theaters in Großbritannien.
Charakteristisch für das gesamte dramatische Schaffen Bonds ist sein Anliegen, die gesellschaftlichen Macht- und Gewaltstrukturen aufzudecken, die kulturgeschichtlich die Grundlagen der Humanität zerstören und zur Deformation und Entfremdung des Menschen führen.
Berühmt geworden ist Bond vor allem durch seine Auseinandersetzung mit dem literarischen Werk und sozialen Leben William Shakespeares in seinen beiden Stücken Lear (1971; deutsche Übersetzung 1972) und Bingo (1973; deutsche Übersetzung 1976). Zu seinen international bekannteren Werken zählen neben dem zweiten Künstlerdrama The Fool (1975; deutsch: Der Irre) ebenso The Sea (1973; deutsch Die See) und Summer (1982; deutsch: Sommer).

## Leben und Wirken
Bond wurde als Arbeiterkind im Londoner Stadtteil Holloway geboren. Bei Kriegsausbruch wurde die Familie 1940 nach Cornwall evakuiert. Nach dem Luftkrieg kehrte sie wieder nach London zurück. Edward Bond verließ bereits als Sechzehnjähriger die Schule und schlug sich mit Gelegenheitsjobs durch. 1956 schrieb er seine ersten Gedichte und Stückentwürfe. 1960 trat er der von Keith Johnstone geleiteten Autorengruppe am Royal Court Theatre bei, zu der auch John Osborne, Arnold Wesker und John Arden gehörten.
Nach seinem mehr oder weniger erfolglosen Erstling The Pope’s Wedding erregte Bonds zweites Stück Saved (dt. Gerettet) großes Aufsehen. Aufgrund expliziter Gewaltdarstellung wurde das Drama kurz nach seiner Premiere am 3. November 1965 im Royal Court Theatre von der Theaterzensur verboten. Den Anstoß der Zensoren hatte eine Szene erregt, in der ein Baby von einer Bande Jugendlicher gesteinigt wird – ein Symbol für die Verrohung der Gesellschaft, wie Bond selbst sagt. Die Absetzung hatte auf die Rezeption von Bonds Arbeit kaum negativen Einfluss. Im Gegenteil: Die anschließende öffentliche Diskussion wurde so erhitzt geführt, dass auch ausländische Bühnen auf Gerettet aufmerksam wurden. Gleichzeitig bedeutete der darauffolgende mehrere Jahre währende Streit über künstlerische Freiheit auf englischen Bühnen den Anfang vom Ende der britischen Theaterzensur (1968).
Ende der 1960er Jahre konnte er sich auch endgültig als Dramatiker durchsetzen. Seine Stücke Trauer zu früh und Schmaler Weg in den tiefen Norden hatten zwar weiterhin Probleme mit der Zensur, doch dies bedeutete auch Werbung für den jungen Autor. In Deutschland fanden seine ersten deutschsprachigen Premieren statt. Peter Stein inszenierte Bond an den Münchner Kammerspielen und in Zürich. In Deutschland erschien sein Werk im Suhrkamp Verlag.
Zentrale Themen, die sich durch Bonds gesamtes dramatisches Schaffen ziehen, sind vor allem Gewalt und Grausamkeit, Ausbeutung und soziale Ungerechtigkeit. Obwohl er damit Probleme aufgreift, die sich nicht nur im gegenwärtigen gesellschaftlichen Leben Englands, sondern in der gesamten westlichen Welt und darüber hinaus auf nahezu allen Kontinenten beobachten lassen, knüpft Bond vor allem mit den Themen Grausamkeit und Gewalt an das elisabethanische Theater an.
Daher ist es kein Zufall, dass Bond eine ganz eigene Fassung des Lear-Stoffes liefert. Anfang der 1970er Jahre fand seine Lear-Bearbeitung ebenso wie das Stück Die See große Beachtung. In seiner Neufassung des Shakespearschen King Lear übernimmt Bond trotz verschiedener Straffungen und Verfremdungen im Wesentlichen das Handlungsskelett sowie zentrale Elemente der Symbolik und Metaphorik der literarischen Vorlage, deutet diese jedoch gleichsam wie in einer Travestie radikal um. Vor allem die Rollen Lears und Cordelias werden von Bond in seinem Werk neu interpretiert. Im Gegensatz zu Shakespeares König Lear ist die Bondsche Titelfigur ein grausamer Herrscher, der die natürlichen Bedürfnisse seiner Untertanen wie auch seiner Töchter gewaltsam unterdrückt, um seine Macht und sein Reich zu sichern und zu stärken. Symbol seiner Macht ist eine Große Mauer um sein Reich, die auf sein Geheiß gebaut wird. Damit setzt er eine Kette blutiger Ereignisse in Bewegung, die zu einer nicht endenden Spirale von Gewalt und Gegengewalt führen Diese korrumpiert auch Bonds Cordelia, hier die Führerin einer revolutionären Bewegung, ungeachtet ihrer Utopie einer friedlichen Gesellschaft. Am Ende begreift Lear, dass ein menschenwürdiges Regime allein aus der Verbindung von Vernunft und Mitleid hervorgehen kann. Als er, bereits geblendet, aus der resignativen Einsicht heraus sich entschließt, durch sein eigenes Tun ein moralisches Zeichen zu setzen, bleibt dieses indes rein symbolisch: Bei dem Versuch, einige Schaufeln Erde von der Großen Mauer abzutragen, die er einst selber hatte errichten lassen, wird er erschossen. Das Stück wurde 1971 vom Royal Court Theatre und erneut 1982 von der Royal Shakespeare Company erfolgreich aufgeführt; in der Übersetzung von Christian Enzensberger (1972) wurde Lear auch auf deutschen Bühnen gespielt.
In Bingo setzte Bond 1973 seine Auseinandersetzung mit dem Werk und der Person Shakespeares fort. Sein Interesse galt hier jedoch weniger der Biografie des berühmten elisabethanischen Autors, sondern der allgemeinen Frage nach der sozialen Verantwortung eines Dramatikers überhaupt und seiner Möglichkeiten, auf eine korrupte Gesellschaft verändernden Einfluss zu nehmen. Bonds Shakespeare hat sich vom Londoner Theaterleben zurückgezogen und verbringt seinen selbstgewählten Ruhestand in Stratford. Er ist von seiner Familie und seinen Freunden entfremdet und sitzt stundenlang wie gelähmt auf einer Gartenbank. Handlungs- und sprachunfähig beobachtet er die gesellschaftliche Wirklichkeit um sich herum. Auf dem historischen Hintergrund der Einhegung des Gemeindelandes von Welcombe nimmt er die Landenteignungen, die Willkürmaßnahmen der Justiz und die Verfolgung der Armen und Schwachsinnigen wahr. Er muss schließlich einsehen, dass sein Werk zu keinerlei Verbesserung oder Veränderung der gesellschaftlichen Verhältnisse geführt hat. Mit seinem eigenen Besitzstreben und seiner Anpassung an die Gepflogenheiten der Großgrundbesitzer und Grundstücksmakler ist er selber zu einem Mitläufer der privilegierten Klasse geworden, der seine eigene künstlerische Botschaft verraten hat. Mit dieser Erkenntnis wählt er als Konsequenz am Ende den Freitod.
Weitere bekannte Stücke Bonds sind Der Irre, Sommer, Restauration und Kriegsspiele (in drei Teilen). Auch in The Fool (1975) befasst sich Bond mit der Ambivalenz der künstlerischen Existenz; der Dichter John Clare wird zum schuldlosen Opfer einer profitorientierten Gesellschaft und gezwungen, die letzten 23 Jahre seines Lebens in einem Irrenhaus zu verbringen. In Summer (1982) und Restoration (1981) bearbeitet Bond Stoffe aus dem 18. Jahrhundert und der Gegenwart Englands. In diesen beiden Stücken rückt anstelle einer weltanschaulichen Botschaft stärker die Komplexität menschlicher Grundsituationen im dramatischen Ablauf in den Vordergrund. Sommer zeigt vor allem die Problematik einer Handlungsweise, die durch die spezifischen Umstände des Zweiten Weltkrieges bestimmt ist, wobei der Wille zu überleben, Mitleid und die Angst, einem Terrorregime gegenüber Widerstand zu leisten, das dramatische Handlungsgeschehen durchdringen.
Viele der Stücke Bonds gewinnen ihre eigene Besonderheit dadurch, dass sie den Krieg aller gegen alle in jeweils unterschiedlichen sozialen, historischen oder geographischen Milieus inszenieren. In The Woman (1978) liefert Bond beispielsweise seine Fassung des Trojanischen Krieges mit den Frauen Hecuba und Ismene als Gegenspielerinnen zur martialischen Welt der Männer, die den Krieg einzig aus ökonomischen Interessen heraus führen und deren Mittel Mord und Vergewaltigung sind.
Bonds dramatisches Gesamtwerk greift darüber hinaus allgemein die Thematik der Entfremdung zwischen den Menschen auf, in der sich die geistige und seelische Verelendung des Individuums sowie seine völlige Bezugslosigkeit in der Gesellschaft widerspiegelt. Diese in seinen Dramen dargestellte extreme zwischenmenschliche Indifferenz führt dabei fast durchweg zu einem die Protagonisten bedrohenden Desintegrationsprozess.
1967 wurde Bond von Michelangelo Antonioni gebeten, am Drehbuch für seinen Film Blow Up mitzuwirken. Der Film wurde zum Kultfilm der Swinging Sixties in London. Er schrieb weitere Drehbücher u. a. für Tony Richardson und Nicolas Roeg sowie viele Hörspiele für die BBC.
Als Librettist schrieb Edward Bond zusammen mit dem Komponisten Hans Werner Henze die Textvorlagen für die Opern We Come to the River (Uraufführung 1976) und Die englische Katze (Uraufführung 1983) sowie für das Ballett Orpheus (Uraufführung 1979, Choreografie: William Forsythe).
Edward Bond war seit 1971 mit der in Österreich geborenen Übersetzerin Elisabeth Bond-Pable´ verheiratet. Im März 2024 starb Bond im Alter von 89 Jahren.

## Stücke
(DE = deutschsprachige Erstaufführung)
- 1962 The Pope’s Wedding (Die Hochzeit des Papstes, DE: 1971 Deutsches Schauspielhaus Hamburg; Regie: Peter von Wiese)
- 1965 Saved (Gerettet, DE: 1966 Atelier-Theater am Naschmarkt Wien; Regie: Veit Relin)
- 1968 Early Morning (Trauer zu früh, DE: 1969 Schauspielhaus Zürich; Regie: Wilfried Minks)
- 1968 Narrow Road to the Deep North (Schmaler Weg in den tiefen Norden, DE: 1969 Münchner Kammerspiele; Regie: Peter Zadek)
- 1970 Black Mass (Schwarze Messe, DE: 1972 Theater Bonn; Regie: Bohus Z. Rawik)
- 1971 Passion (DE: 1972 Theater der Stadt Bonn; Regie: Bohus Z. Rawik)
- 1971 Lear (Lear, übersetzt von Christian Enzensberger, DE: 1972 Städtische Bühnen Frankfurt; Regie: Peter Palitzsch)
- 1973 The Sea (Die See, DE: 1973 Deutsches Schauspielhaus Hamburg; Regie: Dieter Giesing)
- 1973 Bingo (DE: 1976 Theater der Stadt Bonn; Regie: Hans-Joachim Heyse)
- 1975 The Fool (Der Irre, DE: 1977 Theater Basel; Regie: Friedrich Beyer)
- 1976 The White Devil (Der weiße Teufel, DE: 1985 Staatstheater Darmstadt; Regie: Matthias Fontheim)
- 1976 Stone (Stein, DE: 1979 Westfälische Kammerspiele Paderborn; Regie: Martin Steiner)
- 1976 We Come to the River (Wir erreichen den Fluß)
- 1976 A-A-America – Part I: Grandma Faust; Part II: The Swing (A-A-America – Teil I: Grandma Faust; Teil II: Die Schaukel, DE: 1977 Concordia-Theater Bremen; Regie: Wilfried Grimpe)
- 1977 The Bundle (Das Bündel oder Neuer schmaler Weg in den tiefen Norden, DE: 1978 Schauspielhaus Zürich; Regie: Gerd Heinz)
- 1978 The Woman (Die Frau, DE: 1977 Schauspielhaus Zürich; Regie: Gerd Heinz)
- 1979 The Worlds (Die Welten, DE: 1987 Landestheater Tübingen; Regie: Rüdiger List)
- 1981 Restoration (Restauration, DE: 1987 Hessisches Staatstheater Wiesbaden; Regie: Jan Maagaard)
- 1982 Summer (Sommer, DE: 1983 Münchner Kammerspiele; Regie: Luc Bondy)
- 1982 Derek
- 1983 The English Cat (Die englische Katze)
- 1985 Human Cannon (Die Menschenkanone)
- 1985 The War Plays – Part I: Red, Black and Ignorant; Part II: The Tin Can People; Part III: Great Peace (Die Kriegsspiele – Teil I: Rot, Schwarz und Ignorant, DE: 1988 Theater Bonn; Regie: Ina-Kathrin Korff; Teil II: Die Konservendosenmenschen, DE: 1988; Theater Coprinus Zürich; Regie: Hanspeter Müller; Teil III: Großer Frieden, DE: 1988 Theater Bonn; Regie: Peter Eschberg)
- 1989 Jackets, or The Secret Hand (Jacketts oder Die geheime Hand)
- 1989 September (DE: 1994 Staatstheater Hannover; Regie: Manfred Weiß)
- 1992 In the Company of Men (Männergesellschaft, DE: 1995 Schauspiel Frankfurt; Regie: Thomas Schulte-Michels)
- 1993 Olly’s Prison (Ollys Gefängnis, DE: 1994 Berliner Ensemble; Regie: Peter Palitzsch)
- 1995 At the Inland Sea
- 1996 Tuesday (Dienstag, DE: 1998 Theater Heilbronn; Regie: Johannes Klaus)
- 1997 Coffee
- 1997 Eleven Vests
- 1998 The Crime of the 21st Century (Das Verbrechen des einundzwanzigsten Jahrhunderts, DE: 1999 Schauspielhaus Bochum; Regie: Leander Haußmann)
- 2000 The Children (Die Kinder, DE: 2003 Staatstheater Cottbus, Regie: Christoph Schroth)
- 2003 The Balancing Act (Der Balanceakt)
- 2005 The Under Room
- 2006 Have I None (Wer da?, DE: 2006 Theater Dortmund, Regie: Hermann Schmidt-Rahmer)
- 2007 The Tune

## Drehbücher
- 1966 Blow Up (Originaltitel: Blowup)
- 1969 Die Nonne von Monza (La monaca di Monza, zusammen mit Giampiero Bona und Eriprando Visconti)
- 1969 Michael Kohlhaas – der Rebell
- 1968 Der Satan mischt die Karten (Laughter in the Dark, Regie: Tony Richardson)
- 1971 Walkabout
- 1971 Nikolaus und Alexandra (Nicholas and Alexandra)
- 1973 Russischer Sommer (Days of Fury, zusammen mit Antonio Calenda und Ugo Pirro)
- 1990 Bingo: Scenes of Money and Death (Fernsehfilm; Regie: Don Taylor)
- 1993 Olly’s Prison (Fernsehfilm; Regie: Roy Battersby)
- 1993 Tuesday (Fernsehfilm; Regie: Edward Bond und Sharon Miller)
- 2024: The Return